# Крокон
Крокон или Кроко је био један од јунака из грчке митологије.

## Митологија
Крокон је са Сесаром имао кћерку Меганиру, која је касније постала Аркадова супруга. Њега су помињали Аполодор и Паусанија. Паусанија је писао да је он заправо први који је живео са друге стране реке Рити у Елеусини, на месту које се у време Паусаније звало Кроконов двор. За Кроконове поменуте рођачке односе су тврдили Атињани и то они који су припадали Скамбонидама. Паусанија је известио и да није успео да пронађе његов гроб.
Неки извори наводе да је Триптолем имао сина Крокона.